# Große Obuchowski-Brücke
Die Große Obuchowski-Brücke (russisch Большой Обуховский мост Bolschoi Obuchowski most), im Volksmund auch Wanten-Brücke (Вантовый мост Wantowy most) genannt, überquert die Newa in Sankt Petersburg am östlichen Stadtrand. Die im Zuge der Ringautobahn KAD  gelegene Brücke ist eine der längsten Brücken Russlands. Sie ist von Osten her die zweite Newa-Brücke überhaupt und die erste im Stadtgebiet. 
Sie ist die einzige Newa-Brücke im Stadtgebiet von Sankt-Petersburg, die nachts nicht geöffnet werden muss, um den Schiffsverkehr zum Ladogasee passieren zu lassen. Sie ist damit die einzige durchgehend befahrbare Verbindung zwischen südwestlichem und nordöstlichem Newa-Ufer.
Die Pylone der Brücke haben eine Höhe von 126 m, die Höhe der Brücke über dem Wasserspiegel der Newa beträgt 30 m. Genau genommen handelt es sich um zwei in geringem Abstand parallel zueinander verlaufende Brücken. Auf der südlichen Brücke verläuft der Fahrzeugverkehr von West nach Ost, die andere ist für die Gegenrichtung bestimmt. Die beiden Brücken wurden in den Jahren 2004 und 2008 eröffnet.